# サケのふるさと 千歳水族館
サケのふるさと 千歳水族館（さけのふるさと ちとせすいぞくかん）は、北海道千歳市にある水族館。

## 概要
道の駅サーモンパーク千歳の敷地内にあり、淡水では日本国内最大級となる水槽や、日本国内初となる川（千歳川）の水中を直接見ることのできる「水中観察室」があり、サケや北方圏の様々な淡水魚の生態や千歳川の生き物を観察することができる。
施設そばの千歳川には捕魚車（インディアン水車）があり、サケ・マスの増殖事業に用いる親魚を捕獲するために設置している。電力を使用せず純粋に水力のみで回っている捕魚車は北海道内唯一であり、設置期間である8月中旬から12月上旬の期間に遡上するサケの群れや捕魚車によるサケの捕獲風景は、千歳市の秋の風物詩となっている。
1888年、サケ・マス孵化場が千歳川に設置された当初は、周辺には捕魚車が先にあり、戦後に市街地開発が進んでいくと見物客が増えてきた。1979年（昭和54年）に千歳市は「サーモンパーク基本構想」を策定、1994年（平成6年）に千歳サケのふるさと館が開館して施設そばに捕魚車を設置、2004年（平成16年）に道の駅登録となった。2015年（平成27年）、工事期間中の休館を経て道の駅施設と同時期にリニューアルオープンした。

## 施設
1F
大・中・小水槽
支笏湖ゾーン
体験ゾーン
水辺の生き物ゾーン
2F
展示室・学習室
B1F
千歳川ロード
世界の淡水魚ゾーン
B2
水中観察ゾーン

## 沿革
- 1979年（昭和54年）、「サーモンパーク基本構想」策定。
- 1982年（昭和57年）、財団法人千歳青少年教育財団設立。
- 1991年（平成03年）、千歳川水中観察室竣工。
- 1994年（平成06年）、「千歳サケのふるさと館」開館。
- 1995年（平成07年）、「博物館相当施設」認定。
- 1998年（平成10年）、日本動物園水族館協会入会。
- 2012年（平成24年）、千歳青少年教育財団が公益社団法人に認定。
- 2015年（平成27年）、「サケのふるさと 千歳水族館」と改称してリニューアルオープン[4]。

## ギャラリー

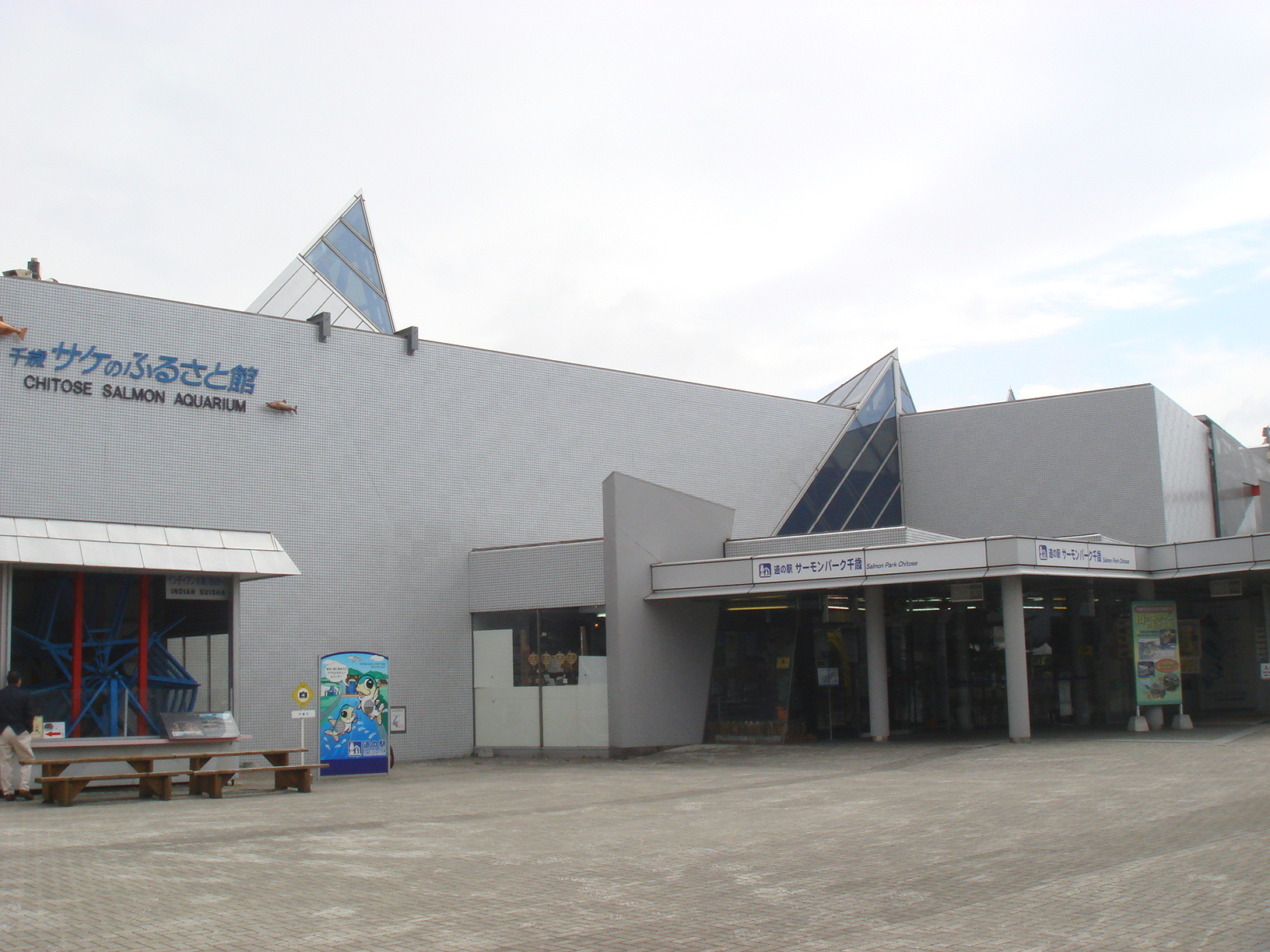
リニューアル前の施設外観（2009年4月）
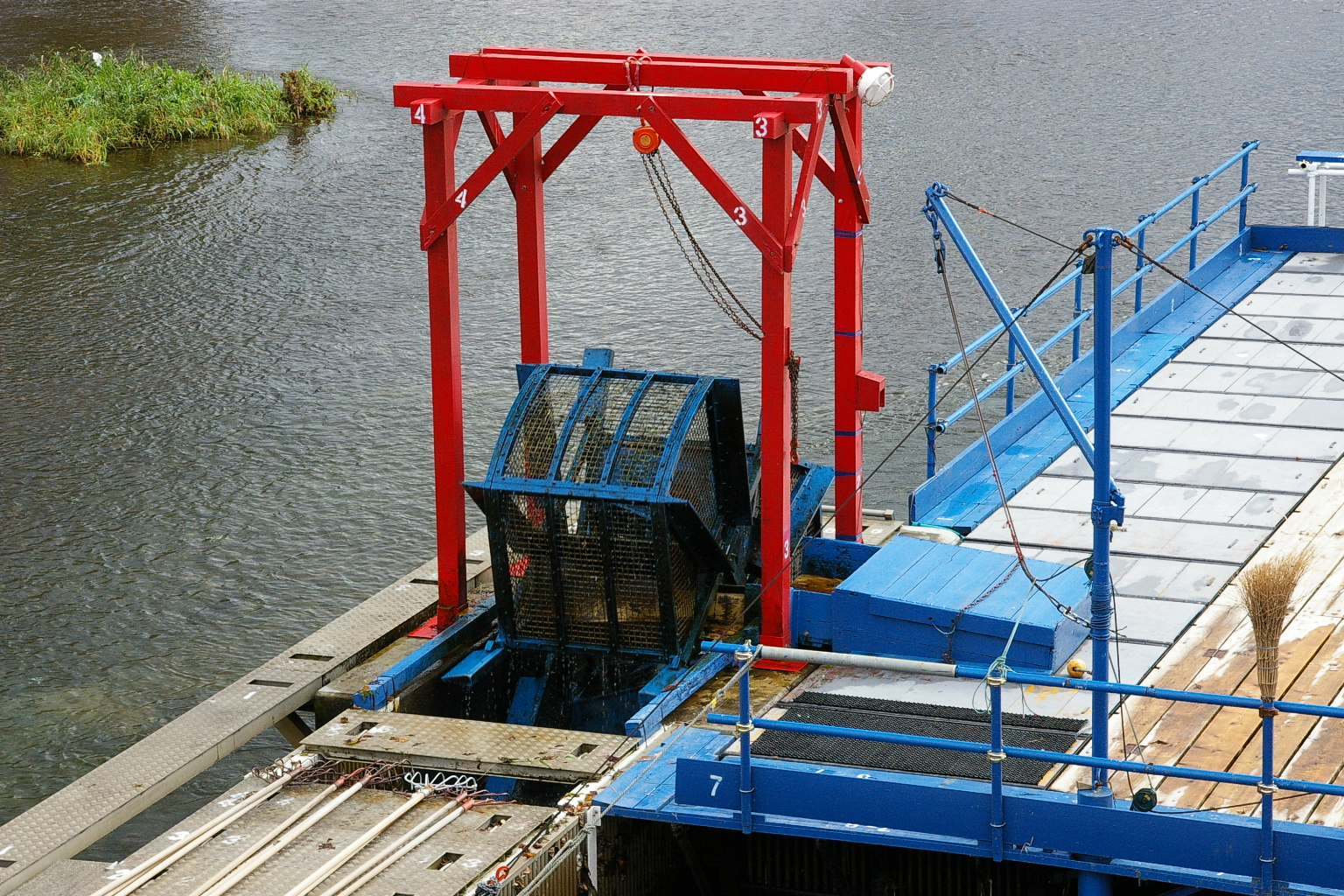
千歳川に設置されたインディアン水車（2008年9月）
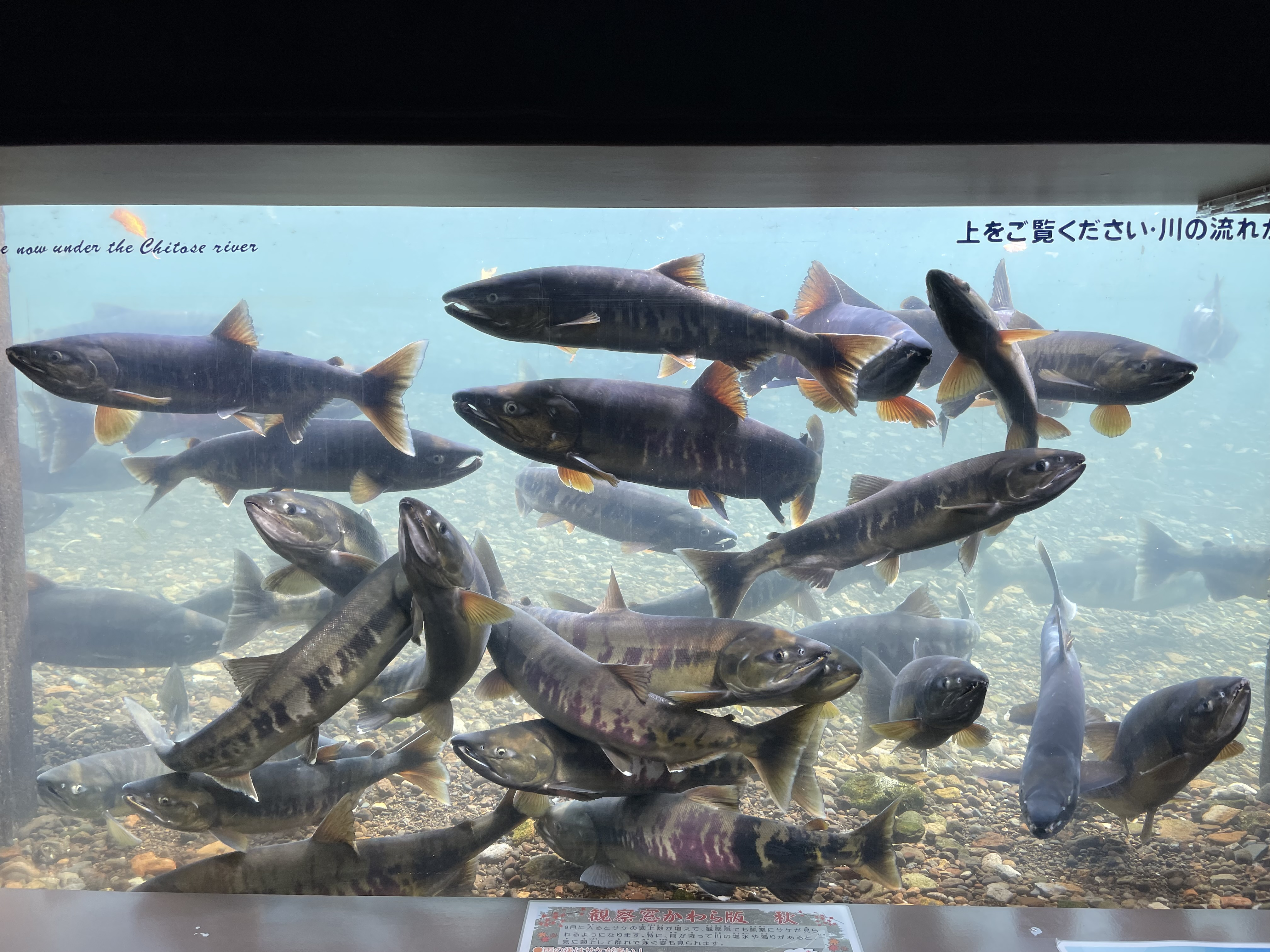
水中観察ゾーンから見る千歳川の水中とサケの群れ（2021年10月）
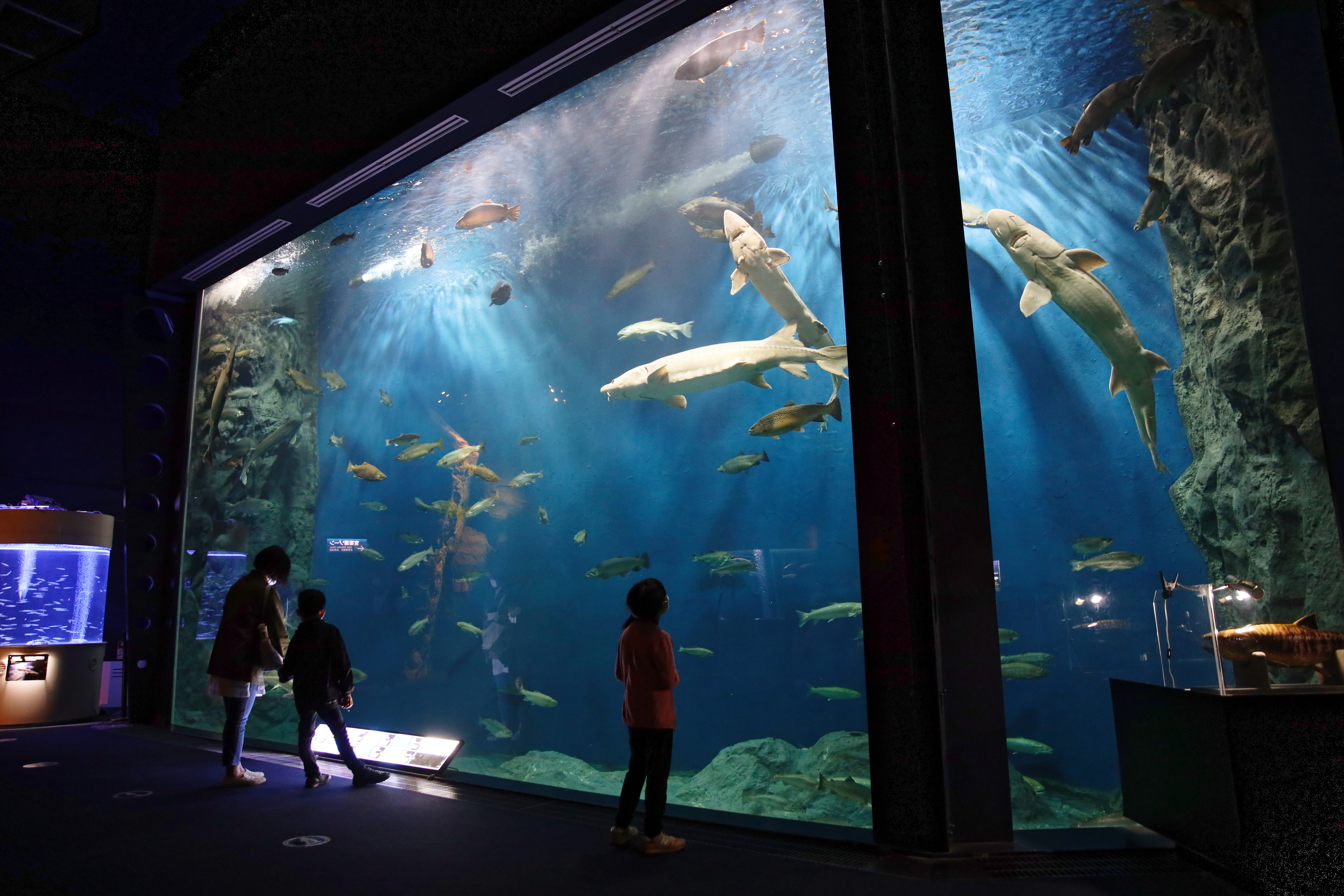
水量300トンの大水槽（2022年5月）